# اللهجات الألمانية

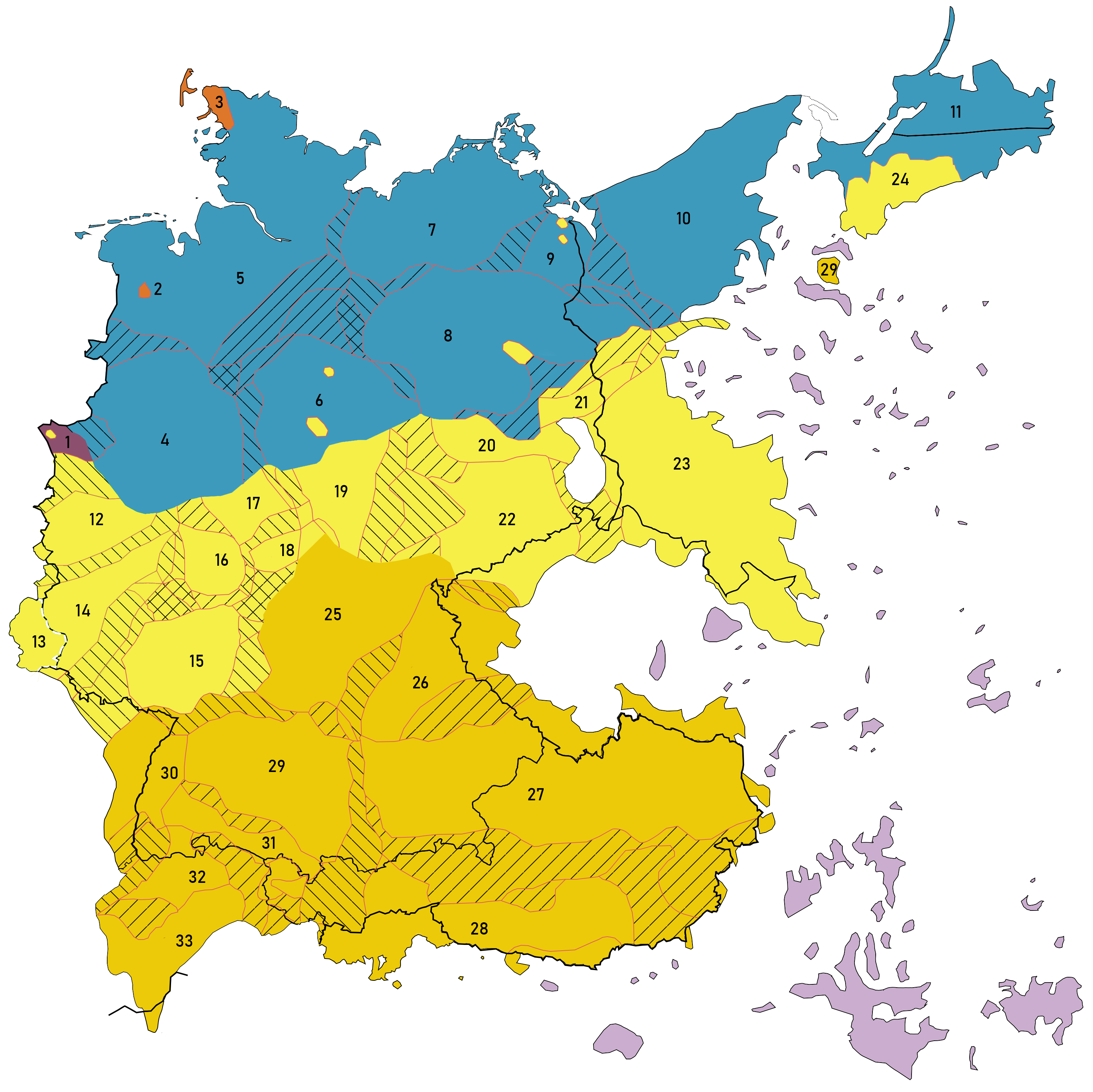
خريطة اللهجات الألمانية في عام 1900، بما في ذلك جميع الأصناف الجرمانية الغربية التي تستخدم اللغة الألمانية الفُصحي كلغة أدبية:
لغات فرانكونية دنيا
اللغة الفريزية
الألمانية الدنيا أو السكسونية الدنيا
الألمانية الوسطى
اللهجات الألمانية العليا

اللهجات الألمانية هي اللهجات المحلية التقليدية المختلفة للغة الألمانية. على الرغم من تنوعها حسب المنطقة، إلا أن النصف الجنوبي من ألمانيا تحت خط بنراث يهيمن عليها الانتشار الجغرافي للألمانية العالى، واستمرارية اللهجة التي تربط الألمانية بالأصناف المجاورة من الفرانكونية المنخفضة ( الهولندية ) والفريزية في الشمال.
يتم تجميع لهجات اللغة الألمانية تقليديًا في ألمانيا العليا وألمانيا الوسطى وألمانيا الدنيا ؛ تُشكل الألمانية العليا والوسطى المجموعة الفرعية من اللهجات الألمانية العليا. اللغة الألمانية القياسية هي شكل موحد من اللغة الألمانية العليا، تم تطويرها في أوائل العصر الحديث بناءً على مزيج من أصناف ألمانيا الوسطى وألمانيا العليا.

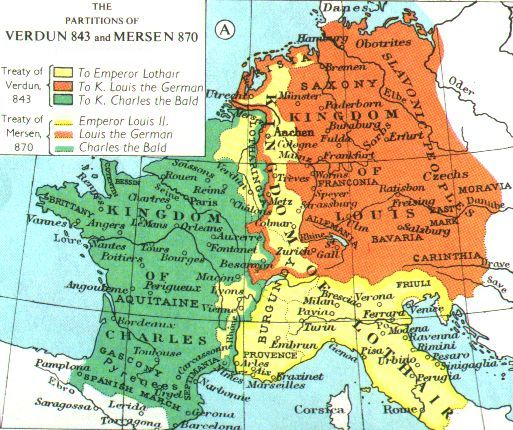
تقسيم الإمبراطورية الكارولنجية في 843 و870 (مملكة الفرنجة الشرقية مُوضَحة باللون الأحمر)